# ルメリ・ヒサル
ルメリ・ヒサル（またはルメリ・ヒサール、トルコ語:Rumeli Hisarı）は、オスマン帝国のメフメト2世がコンスタンティノープル郊外（現在のイスタンブール）に造営した城塞。「ローマ人の土地（ルメリ）の要塞」という意味をもつ。建築者 Müslihiddinは当初、「海峡を切る者」という意味の Boğazkesen と呼んでいたが、boğaz は「海峡」という意味以外にもトルコ語で「喉」も意味している。

## 概要
メフメト2世が東ローマ帝国の首都コンスタンティノープルを攻略中の1452年に、わずか4か月ほどの短期間で造営し、攻略の拠点となった。当時のコンスタンティノープルは、マルマラ海と金角湾にはさまれた半島の一帯に中心部があり（現在、旧市街と呼ばれている）、海と古代ローマ帝国来の堅固な城壁に守られた難攻不落の城塞都市となっていた。
ルメリ・ヒサールは、コンスタンティノープルから金角湾をはさんで北側約10キロメートルにあり、アジアとヨーロッパの境界であるボスポラス海峡の最狭部（幅660メートルほど）のヨーロッパ・サイドに位置する。対岸のアジア・サイドにはアナドル・ヒサルがある。
金角湾の入り口には東ローマ帝国によって鉄製の太い防鎖が張られ、オスマン艦隊の進入を阻止していたが、メフメト2世は艦隊を陸上から丘越えで金角湾に移動させるという奇策に出てコンスタンティノープルを陥落させた。
ルメリ・ヒサールのすぐ北にはアジアとヨーロッパを結ぶ吊橋であるファーティフ・スルタン・メフメト橋がある。

## 歴史

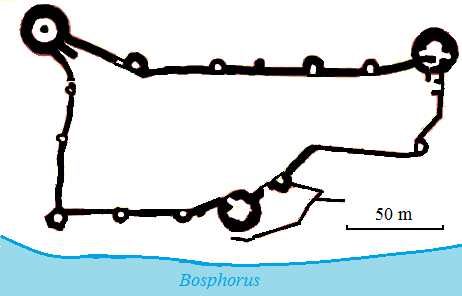
上面図

建設は1452年4月15日に始まり、1452年8月31日に完成という記録的な短期間で完成された。
多いときで400人のイェニチェリが駐留し、水際の Halil Pasha Tower に大砲が置かれた。税関として通行料を接収し、応じなかった船は撃沈された。その役割も別の要塞にとってかわられ、重要性が低下した。
17世紀には、外国人捕虜用の刑務所として使用された。
イスタンブール地震 (1509年)で破壊されたが、すぐに修復された。1746年の火事で木造部分が燃えたが、すぐに修復された。19世紀に破棄された後、城内に住宅が作られた。

## 構造
1つの小さな塔、3つのメインタワー、そして主要な塔をつなぐカーテンウォールに配置された13の小さな監視塔が作られた。
3つのメインタワーには建設に携わったワズィール（高官）の名前から、正門の塔を担当したen:Çandarlı Halil Pasha the Younger、南の塔を担当したZagan Pasha、北の塔を担当したSarıca Pashaの名が付いた。
メインタワーの隣には3つの門が配され、さらにサイドゲート1つ、南門には隠し扉が2つ付けられた。木造の兵舎とモスクがある。ミナレットは現存しているが、16世紀半ばに追加されたモスクは現存していない。モスクの下には貯水槽が置かれ、水を要塞内の3か所に配給していた。

## 紙幣
様々なトルコ紙幣に描かれた。
- 1942-1947年の1トルコリラ裏面
- 1939-1946年の500トルコリラ裏面
- 1947-1952年の100トルコリラ裏面
- 1953-1979年の1,000トルコリラ裏面
- 1978-1986年の1,000トルコリラ裏面